# When the Heartache Is Over
When the Heartache Is Over è un singolo della cantante statunitense naturalizzata svizzera Tina Turner del 1999.

## Descrizione
La canzone, prodotta da Brian Rawling e Mark Taylor (il team che aveva prodotto Believe, successo di Cher del 1998), fu estratta come singolo principale dell'album della Turner Twenty Four Seven. Fu un considerevole successo sia nella classifica pop che in quella dance, raggiungendo la posizione numero 10 nel Regno Unito e la terza nella classifica dance degli Stati Uniti e ottenendo una terza posizione anche in Finlandia.
Il video prodotto per When the Heartache Is Over vede la Turner danzare su una "T" gigantesca insieme ad altri ballerini, mentre sullo sfondo si staglia un maxi schermo che trasmette immagini colorate.

## Tracce
Singolo CD maxi
1. When the Heartache Is Over (Album Version) – 3:45
2. When the Heartache Is Over (Metro Mix) – 5:44
3. When the Heartache Is Over (7th District Club Mix) – 5:10

### Versioni ufficiali e remix
- Album Version - 3:45
- Metro Mix - 5:44
- 7th District Club Mix - 5:10
- Hex Hector 12" Vocal Mix - 8:45
- Hex Hector 7" Vocal Mix -3:30
- Hex Hector 12" Instrumental - 8:45
- Hex Hector A cappella - 4:02
- Hex Hector 12" Just Drums Mix - 5:01

## Classifiche
| Classifica(1999)                               | Posizione massima |
| ---------------------------------------------- | ----------------- |
| Finlandia                                      | 3                 |
| Dance (Stati Uniti)                            | 3                 |
| Europa                                         | 5                 |
| Spagna                                         | 8                 |
| Adulto contemporaneo (Stati Uniti)             | 9                 |
| Airplay (Regno Unito)                          | 9                 |
| Regno Unito                                    | 10                |
| Svezia                                         | 16                |
| Fiandre (Belgio)                               | 17                |
| Svizzera                                       | 17                |
| Austria                                        | 22                |
| Rhythm and blues (Stati Uniti)                 | 22                |
| Germania                                       | 23                |
| Polonia                                        | 26                |
| Vallonia (Belgio)                              | 33                |
| Francia                                        | 49                |
| Classifica generale di Billboard (Stati Uniti) | 51                |